# Heliconius alba
Heliconius alba är en fjärilsart som beskrevs av Riffarth 1900. Heliconius alba ingår i släktet Heliconius och familjen praktfjärilar. Inga underarter finns listade i Catalogue of Life.